# Litus brincki
Litus brincki is een vliesvleugelig insect uit de familie Mymaridae. De wetenschappelijke naam is voor het eerst geldig gepubliceerd in 1960 door Hedqvist.